# Maïmoujia
Maïmoujia (auch: Maïmoudjia, May Moudjia, May Moudjya, May Moujia) ist ein Dorf in der Landgemeinde Dan-Barto in Niger.

## Geographie
Maïmoujia ist ein Grenzort zu Nigeria. Das von einem traditionellen Ortsvorsteher (chef traditionnel) geleitete Dorf liegt rund drei Kilometer südwestlich des Hauptorts Dan-Barto der gleichnamigen Landgemeinde, die zum Departement Kantché in der Region Zinder gehört. Zwischen Maïmoujia und dem Gemeindehauptort Dan-Barto verläuft das Trockental Goulbi May Farou.
Maïmoujia ist Teil der Übergangszone zwischen Sahel und Sudan. Die durchschnittliche jährliche Niederschlagsmenge beträgt hier zwischen 400 und 500 mm.

## Geschichte
Nach der Einführung der Scharia in Nord-Nigeria ab 1999 kam es in Maïmoujia und weiteren grenznahen Orten im Nachbarland Niger zu einem Aufblühen der Sexindustrie. Damit verbunden waren verstärkte Migration und mehr Straßenverkehr. Der staatliche Stromversorger NIGELEC elektrifizierte das Dorf im Jahr 2013.
Das Departement Kantché war in den 2010er Jahren stark von illegaler saisonaler Arbeitsmigration nach Algerien betroffen. Die gefährliche Route führte die Migranten durch die Wüste Sahara. Um dieses Phänomen einzudämmen, wurden von 2015 bis 2016 in mehreren Dorfgemeinschaften des Departements Gruppen etabliert, die Rückkehrern ein Einkommen vor Ort schaffen sollten. In Maïmoujia war dies die Gruppe Amana für Pflanzenölgewinnung, der sieben Migranten und acht Nicht-Migranten angehörten. Das Projekt wurde von der Internationalen Organisation für Migration logistisch unterstützt und vom Schweizer Staatssekretariat für Migration finanziert.

## Bevölkerung
Bei der Volkszählung 2012 hatte Maïmoujia 3869 Einwohner, die in 608 Haushalten lebten. Bei der Volkszählung 2001 betrug die Einwohnerzahl 2978 in 462 Haushalten.
Die Bevölkerungsdichte in diesem Gebiet ist mit über 100 Einwohnern je Quadratkilometer hoch.

## Wirtschaft und Infrastruktur
Das Gebiet der Ebenen im Süden der Region Zinder, in dem Maïmoujia liegt, ist von einer anhaltenden Degradation der ackerbaulichen Flächen gekennzeichnet, die mit der hohen Bevölkerungsdichte in Zusammenhang steht. Mit einem Centre de Santé Intégré (CSI) ist ein Gesundheitszentrum im Dorf vorhanden. Es gibt eine Schule. Die 69,8 Kilometer lange und asphaltierte Nationalstraße 10 zwischen Takeita und der Staatsgrenze mit Nigeria verläuft durch Maïmoujia.